# 中部州 (マラウイ)
中部州(ちゅうぶしゅう、Central Region)はマラウイにおける州の1つ。マラウイの中部、国土の三分の一ほどを占める。2003年における人口は4,814,321名、面積は35,592平方キロメートル。州都は首都でもあるリロングウェ。9つの自治体を含んでいる。

## 州内の自治体
- カスング県(Kasungu)
- コタコタ県(Nkhotakota)
- サリマ県(Salima)
- デッザ県(Dedza)
- ドーワ県(Dowa)
- ムチンジ県(Mchinji)
- リロングウェ県(Lilongwe)
- ンチェウ県(Ntcheu)
- ンチシ県(Ntchisi)